# Cloruro mercurico
Il cloruro mercurico, conosciuto anche come sublimato corrosivo è il sale di mercurio(II) dell'acido cloridrico, di formula HgCl2.
A temperatura ambiente si presenta come un solido bianco inodore. È un composto molto tossico, corrosivo, pericoloso per l'ambiente.

## Produzione e proprietà di base
Il cloruro mercurico non esiste come un sale composto da ioni discreti, ma da molecole triatomiche lineari, da qui la sua tendenza a sublimare. Nel cristallo, ogni atomo di mercurio è legato a due ligandi di cloruro vicini con una distanza di Hg-Cl di 2,38 Å; altri sei cloruri sono più distanti (3,38 Å).
Il cloruro mercurico si ottiene con l'azione del cloro sul mercurio o sul cloruro di mercurio (I), mediante l'aggiunta di acido cloridrico ad una soluzione calda e concentrata di composti di mercurio (I) come il nitrato:
{\displaystyle {\ce {HgNO3 + 2 HCl ->HgCl2 + H2O + NO2}}}
Il riscaldamento di una miscela di solfato solido di mercurio (II) e cloruro di sodio consente anche di produrre HgCl2 volatile, che sublima e condensa sotto forma di piccoli cristalli rombici.
La sua solubilità aumenta dal 6% a 20 °C al 36% a 100 °C. In presenza di ioni cloruro, si scioglie per dare il complesso di coordinazione tetraedrico [HgCl4]2-.

## Applicazioni
L'applicazione principale del cloruro mercurico è come catalizzatore per la conversione dell'acetilene in cloruro di vinile, il precursore del polivinilcloruro:
{\displaystyle {\ce {C2H2 + HCl -> CH2=CHCl}}}
Per questa applicazione, il cloruro mercurico è supportato su carbonio in concentrazioni di circa il 5% in peso. Questa tecnologia è stata rimpiazzata dal cracking termico dell'1,2-dicloroetano. Altre applicazioni significative del cloruro mercurico includono il suo uso come depolarizzatore nelle batterie e come reagente nella sintesi organica e nella chimica analitica (vedi sotto). Viene utilizzato nella coltura di tessuti vegetali per la sterilizzazione superficiale di espianti come nodi fogliari o staminali.

### Come reagente chimico
Il cloruro mercurico viene occasionalmente usato per formare un amalgama con metalli, come l'alluminio. Dopo il trattamento con una soluzione acquosa di cloruro mercurico, le strisce di alluminio vengono rapidamente coperte da uno strato sottile di amalgama. Normalmente, l'alluminio è protetto da un sottile strato di ossido, rendendolo così inerte. Una volta amalgamato, l'alluminio può subire una varietà di reazioni. Ad esempio, dopo la rimozione dello strato di ossido, l'alluminio esposto reagirà immediatamente con acqua che genera Al(OH)3 e gas idrogeno. Gli alocarburi reagiscono con alluminio amalgamato nella reazione di Barbier. Questi composti alchilalluminici sono nucleofili e possono essere utilizzati in modo simile ai reattivi di Grignard. L'alluminio amalgamato è anche usato come agente riducente nella sintesi organica. Lo zinco è anche comunemente amalgamato usando cloruro mercurico.
Il cloruro mercurico è usato per rimuovere i gruppi ditiani attaccati a un carbonile in una reazione di umpolung. Questa reazione sfrutta l'alta affinità di Hg2+ per i leganti di zolfo anionico.
Il cloruro mercurico può essere usato come agente stabilizzante per prodotti chimici e campioni analitici. Bisogna fare attenzione per garantire che il cloruro mercurico rilevato non eclissi i segnali di altri componenti nel campione, come è possibile nella gascromatografia.

## Uso storico nella fotografia
Il cloruro di mercurio (II) è stato utilizzato come intensificatore fotografico per produrre immagini positive nel processo di collodio del 1800. Quando applicato a un negativo, il cloruro di mercurio (II) sbianca e ispessisce l'immagine, aumentando così l'opacità delle ombre e creando l'illusione di un'immagine positiva.

## Uso storico nella conservazione
Per la conservazione di esemplari antropologici e biologici tra la fine del XIX secolo e gli inizi del XX, gli oggetti venivano immersi o dipinti con una "soluzione mercurica". Questo è stato fatto per prevenire la distruzione degli esemplari da falene, acari e muffe. Gli oggetti nei cassetti erano protetti dalla dispersione del cloruro mercurico cristallino su di essi.Trova un uso minore in concia e il legno è stato preservato dal kianizing (ammollo in cloruro mercurico). il cloruro mercurico era una delle tre sostanze chimiche utilizzate per il trattamento del legno da ferrovia tra il 1830 e il 1856 in Europa e negli Stati Uniti. Negli Stati Uniti sono stati trattati legnami ferroviari limitati fino a quando non ci furono preoccupazioni per la mancanza di legname nel 1890. Il processo è stato generalmente abbandonato perché il cloruro mercurico era solubile in acqua e non efficace a lungo termine, oltre ad essere altamente velenoso. Inoltre, processi di trattamento alternativi, come il solfato di rame, il cloruro di zinco e infine il creosoto; sono risultati meno tossici. Il kianizing limitato fu usato per alcuni legami ferroviari nel 1890 e all'inizio del 1900.

## Uso storico in medicina
Il cloruro mercurico è stato usato per disinfettare le ferite dai medici arabi nel Medioevo. Continuò ad essere usato fino al ventesimo secolo, quando la medicina moderna lo considerò non sicuro per l'uso.
La sifilide veniva spesso trattata con cloruro mercurico prima dell'avvento di antibiotici. È stato inalato, ingerito, iniettato e applicato localmente. Sia il trattamento con cloruro di mercurio per la sifilide che l'avvelenamento durante il corso del trattamento erano così comuni che i sintomi di quest'ultimo erano spesso confusi con quelli della sifilide. Questo uso di "sali di mercurio bianco" è indicato nella canzone popolare inglese "The Unfortunate Rake".
La Framboesia è stata trattata con cloruro mercurico (etichettato come Corrosivo Sublima) prima dell'avvento degli antibiotici. È stato applicato localmente per alleviare i sintomi ulcerosi. La prova di ciò si trova nel libro di Jack London "The Cruise of the Snark" nel capitolo intitolato The Amateur M.D.

## Uso storico nella criminalità e avvelenamenti accidentali
- Nel volume V dei Delitti celebri di Alexandre Dumas, racconta la storia di Antoine François Desrues, che uccise una nobildonna, Madame de Lamotte, con cloruro mercurico.
- In un caso molto pubblicizzato nel 1920, il cloruro mercurico avrebbe causato la morte della venticinquenne star americana del cinema muto Olive Thomas. Mentre era in vacanza in Francia e soggiornava all'Hôtel Ritz di Parigi, accidentalmente (o forse intenzionalmente) ingerì il composto, che era stato prescritto a suo marito Jack Pickford in forma liquida per trattare la sua "sifilide cronica".
- Una canzone popolare milanese chiamata "La povera Rosetta" omaggiava la triste fine di una prostituta di inizio '900. Anche se per molti la ragazza fu uccisa dagli agenti della Questura, la versione ufficiale della sua morte fece riferimento ad un suicidio per ingestione di pastiglie di sublimato corrosivo, ovvero cloruro mercurico.